# Raimund Maessen
Raimund Maessen (* 1964 in Krefeld) ist ein deutscher Drehbuchautor, Dramaturg und Komponist.

## Leben
Zu den bekanntesten Filmen, an denen Raimund Maessen als Drehbuchautor beteiligt war, zählen die deutsch-österreichische Produktion Blackout Journey (2005) und der Tatort Kaltstart (2014). Als ausgebildeter Script Consultant und Dramaturg begleitete er u. a. die Kinofilme Wie Feuer und Flamme (2000), für den Autorin Natja Brunckhorst den Deutschen Drehbuchpreis gewann, und Dani Levys Komödie Alles auf Zucker! (2002). Maessens Drehbuch Valpurgis wurde 2004 für den Deutschen Drehbuchpreis nominiert.
Raimund Maessen ist Herausgeber der Buchausgabe des Blogromans Korridorium von Cory d’Or und gab später auch Cory d’Ors Doppelroman Utopion/Trollland heraus. Zudem hat Raimund Maessen mit seinem Label Tychonian Soundworks die Soundtracks zu den 398 Korridorium-Kapiteln beigesteuert und die Musik zum Podcast Träumende Tiere von Rosie Koch produziert.

## Filmografie (Auswahl)
Drehbücher
- 2005: Blackout Journey
- 2007: GG 19 – Deutschland in 19 Artikeln (1. Segment)
- 2014: Tatort: Kaltstart
- 2023: Sweet Promise of Pleasure (Kurzfilm von und mit Eva Medusa Gühne)

## Dramaturgie (Auswahl)
- 2000: Wie Feuer und Flamme
- 2001: Alles auf Zucker
- 2007: Wir sagen Du! Schatz.